# Университет Лафборо
Университет Лафборо — университет в городе Лафборо, графство Лестершир, Англия. Был основан в 1909 году как Технический институт Лафборо, который специализировался в преподавании специальностей, особенно востребованных в то время. В 1966 году институт обрёл статус университета и сейчас особенно высоко ценится за исследования и преподавание инженерных и технических специальностей.

## История

### Происхождение
Технический Институт Лафборо был открыт в центре города в 1909 году. Далее последовал период бурного развития и переименование в Колледж Лафборо. Примерно в это же время начались работы над созданием современного кампуса.
В ранние года были попытки воссоздания атмосферы Оксбриджа (например, было обязательным ношение мантий на лекции), но в то же время сохранялся сильный уклон в практическом направлении дисциплин. Во время Первой мировой войны колледж использовался как учебный завод, на котором обучались работники военной промышленности.

### Колледжи
После войны, заведение распалось на 4 отдельных колледжа:
- Педагогический колледж
- Колледж искусств
- Колледж повышения образования
- Технологический колледж

Последние два стали ядром современного университета. Его бурный рост из маленького провинциального колледжа в первый в Великобритании технический университет стал возможен во многом благодаря заслугам его директоров. Герберт Скофилд руководил с 1915 по 1950 года, и Герберт Хаслгрэйв, который курировал дальнейший рост, с 1953 по 1967. При нём учреждение переименовали в Колледж передовых технологий, а в 1966 году получили статус университета. В 1977 году произошло расширение университетской деятельности за счёт слияния с Педагогическим колледжем. В августе 1998 к университету присоединили Колледж искусств. Колледж Лафборо по-прежнему остается колледжем повышения образования.

### Заслуги Герберта Скофилда
Скофилд стал директором в 1915 году и занимал эту должность до 1950 года. За это время колледж изменился до неузнаваемости. Он приобрёл поместье Бурлей Холл на западной окраине города и вокруг него началось развитие современного кампуса площадью 1,75 км². Он также курировал строительство общежитий Хазлриг и Рутланд, которые сейчас служат офисными помещениями для университетской администрации.

### От колледжа к университету
В 1953 году опытный педагог Герберт Хаслгрэйв занял пост директора и начал активно расширять область деятельности и улучшать качество работы учреждения. Благодаря этому, в 1958 году колледж переименовали в Колледж передовых технологий. Он также убедил Департамент образования купить дополнительные земельные площади и начал программу застройки.
19 апреля 1966 года Колледж передовых технологий получил статус университета и стал называться Технологический университет Лафборо (ТУЛ).

### Новейшая история
В 1977 году Педагогический колледж был поглощён университетом.

## Кампус
Главный кампус университета находится в городе Лафборо и до 2003 года велись работы над вторым кампусом в городе Питерборо. Главный кампус имеет площадь 1,75 км2 и вмещает академические здания, студенческие общежития, Союз студентов, два спортзала, стадион, сады и игровые площадки.
Сады и фонтан на площади перед зданиями Рутланд и Хазлриг являются одними из самых любопытных мест в кампусе.
В центральной части кампуса растёт знаменитый кедр, который часто изображался как символ университета. К сожалению, сильный снегопад в декабре 1990 года привел к обрушению верхних ветвей, что придало дереву его легко узнаваемую форму.
Недавно приобретённый земельный участок в Холливел Парк площадью 93 000 м² увеличил площадь кампуса до 1,75 км².

### Библиотека
Библиотека Пилкингтона была открыта в 1980 году. Общая площадь 4 этажей составляет 9 161 м². Здесь располагаются 1375 учебных мест (до реконструкции 2013 года их было 780). В библиотеке проводят исследования в области библиотечных работ информационных наук. Здесь есть зона открытого доступа, куда студенты могут приносить свою еду и напитки и участвовать в групповых проектах.